# Vấn đề biên giới Việt-Trung thời Lê trung hưng

Biến động biên giới Việt - Trung, 1428 - 1895.

Vấn đề biên giới Việt-Trung thời Lê trung hưng phản ánh những hoạt động quân sự - ngoại giao giữa nhà Lê trung hưng ở Việt Nam với các triều đại nhà Minh, nhà Thanh của Trung Quốc xung quanh vấn đề biên giới phía bắc Đại Việt. Mặc dù từ sau khởi nghĩa Lam Sơn (1427) đến trước trận Ngọc Hồi-Đống Đa (1789), Việt Nam và Trung Quốc không có cuộc chiến tranh lớn nào nhưng biên giới phía bắc thường có tranh chấp. Trong một số trường hợp, việc tranh chấp bắt nguồn từ cuộc nổi dậy của các thổ quan địa phương hai bên tự ý cướp phá bên kia; trong một số trường hợp khác do sự tác động chủ ý của chính quyền trung ương cả hai bên.

## Quan hệ Mạc - Minh
Xem bài chính: Vấn đề biên giới Việt-Trung thời Mạc

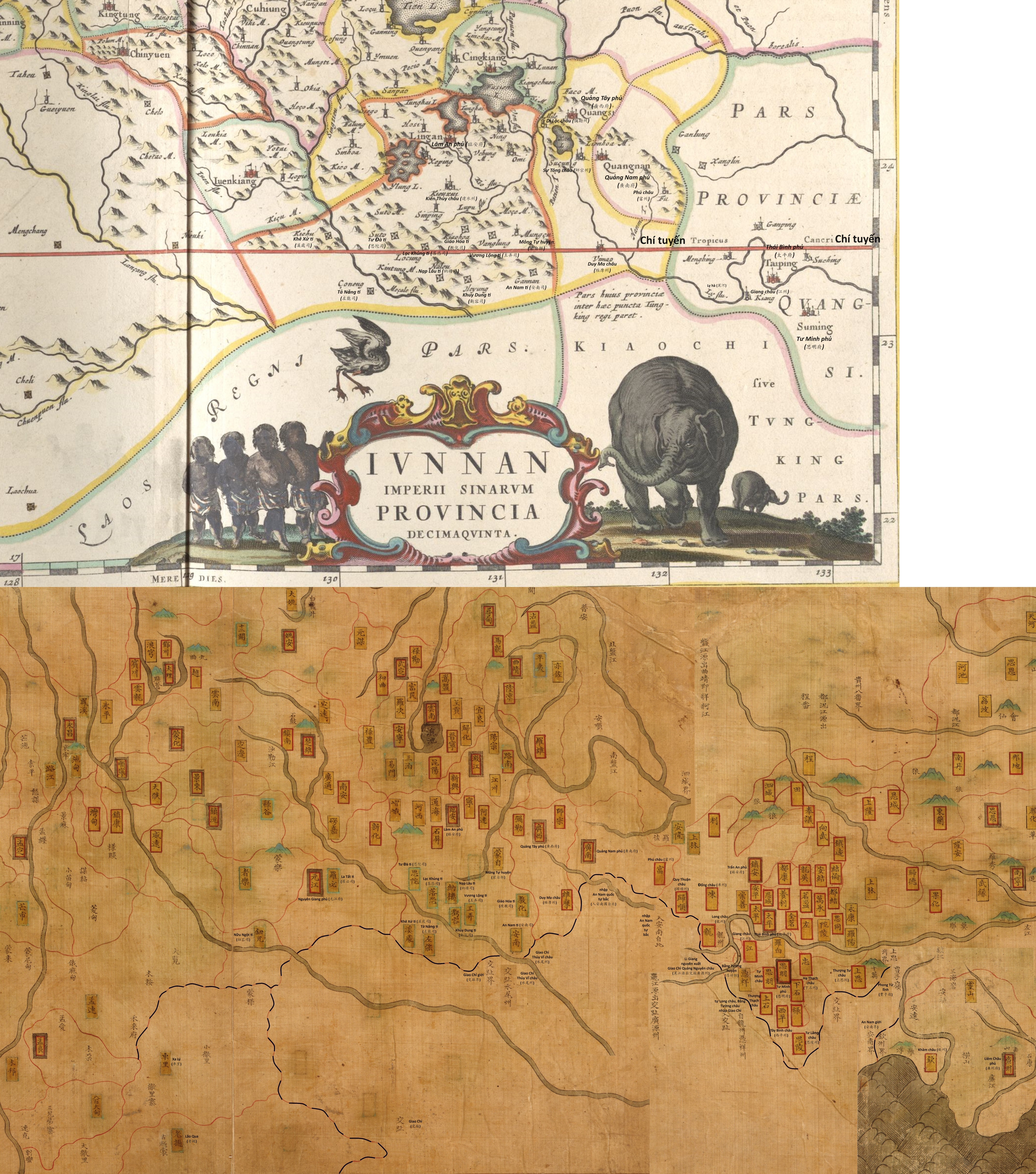
Vùng biên giới Đại Minh - Đại Việt trong các bản đồ các tỉnh Vân Nam, Quảng Tây, Quảng Đông của nhà Minh vào khoảng những năm 1540.

Năm 1527, Mạc Đăng Dung cướp ngôi nhà Lê. Năm 1533, Nguyễn Kim lập Lê Trang Tông lên ngôi, tái lập nhà Lê. Lê Trang Tông cầu viện nhà Minh đánh nhà Mạc. Trước việc bị bức bách, năm 1541, Mạc Đăng Dung phải tự trói mình lên biên giới xin hàng nhà Minh, cắt hai châu Như Tích, Chiêm Lãng (vốn được Hoàng Kim Quảng mang về theo nhà Lê năm 1427) thuộc An Bang cho nhà Minh. Kết quả nhà Mạc được nhà Minh công nhận cai trị Đại Việt, nhưng hạ từ An Nam quốc xuống An Nam Đô thống sứ ty. Từ đó tình hình biên giới phía bắc khá yên ổn, nhà Mạc không còn gặp phải sự uy hiếp của nhà Minh.
Khi Mạc Mậu Hợp lên ngôi, nhà Mạc đã suy yếu, thường thất thế trước quân Nam triều nhà Lê. Nhà Mạc dùng chính sách tăng cường ngoại giao, cống nạp cho nhà Minh để tranh thủ sự ủng hộ khi bị thất thế.
Năm 1592, quân Nam triều do Trịnh Tùng chỉ huy chiếm được Thăng Long, bắt giết Mạc Mậu Hợp. Họ Mạc rút chạy lên Cao Bằng. Nhà Lê trở lại Thăng Long, quyền cai trị thực tế trong tay các chúa Trịnh.
Vấn đề biên giới phía bắc giữa nhà Lê với phương bắc trong thời kỳ suy tàn của nhà Minh và sau đó là nhà Thanh có những thay đổi lớn so với thời Lê Sơ.

## Vấn đề Cao Bằng của họ Mạc
Xem thêm: Mạc Kính Khoan, Mạc Kính Vũ, Đinh Văn Tả
Sau khi chiếm được Thăng Long, nhà Hậu Lê xin cầu phong của nhà Minh. Sau lần hội khám năm 1597, nhà Minh vẫn chỉ phong cho Lê Thế Tông làm An Nam đô thống sứ ty như phong cho nhà Mạc trước đây. Đồng thời, nhà Minh dùng uy thế "thiên triều" ép họ Trịnh cắt đất Cao Bằng cho họ Mạc cát cứ.
Vì bị người Nữ Chân ở phương bắc do Nỗ Nhĩ Cáp Xích đứng đầu uy hiếp, nhà Minh suy yếu không thể gây chiến với phương nam, vấn đề biên giới Việt-Trung yên ổn trong khá nhiều năm. Hai bên đều bận lo nội chiến. Phía nhà Lê, nhiều lần điều quân chống họ Mạc nhưng chiến tranh cũng kéo dài, khi yếu thế họ Mạc thường chạy sang Trung Quốc và khi quân Lê-Trịnh rút về thì họ Mạc lại trở về Cao Bằng.
Năm 1644, nhà Minh bị nhà Thanh tiêu diệt. Các vua Nam Minh nổi dậy cố khôi phục nhà Minh. Trong hoàn cảnh đó phía Lê - Trịnh vẫn thần phục nhà Minh. Năm 1647, tranh thủ sự ủng hộ của nhà Lê, Quế vương Chu Do Lang mới phong vua Lê làm An Nam Quốc vương và năm 1651 phong chúa Trịnh làm An Nam phó vương.
Năm 1662, nhà Nam Minh bị nhà Thanh diệt. Do nhà Thanh tiếp tục ủng hộ họ Mạc, vấn đề Cao Bằng vẫn không được giải quyết. Tới năm 1673, Mạc Kính Vũ ủng hộ Ngô Tam Quế phản nhà Thanh, vì vậy không được sự hậu thuẫn từ phương bắc nữa. Năm 1677, Trịnh Tạc sai Đinh Văn Tả đánh chiếm Cao Bằng, Mạc Kính Vũ bỏ chạy sang Long châu không trở về được nữa.
Sau khi lấy lại Cao Bằng, họ Trịnh vẫn phải đối phó với các dư đảng họ Mạc câu kết với chúa Bầu Vũ Công Tuấn khiến các thổ ty nhà Thanh lợi dụng chiếm giữ vùng biên rộng lớn ở phía tây Cao Bằng. Các quan lại vùng biên nhà Minh sang cướp phá một số nơi và một số đất đai phía bắc lọt vào tay các thổ ty nhà Thanh.

## Vấn đề Tuyên Quang của họ Vũ và trấn Hưng Hoá

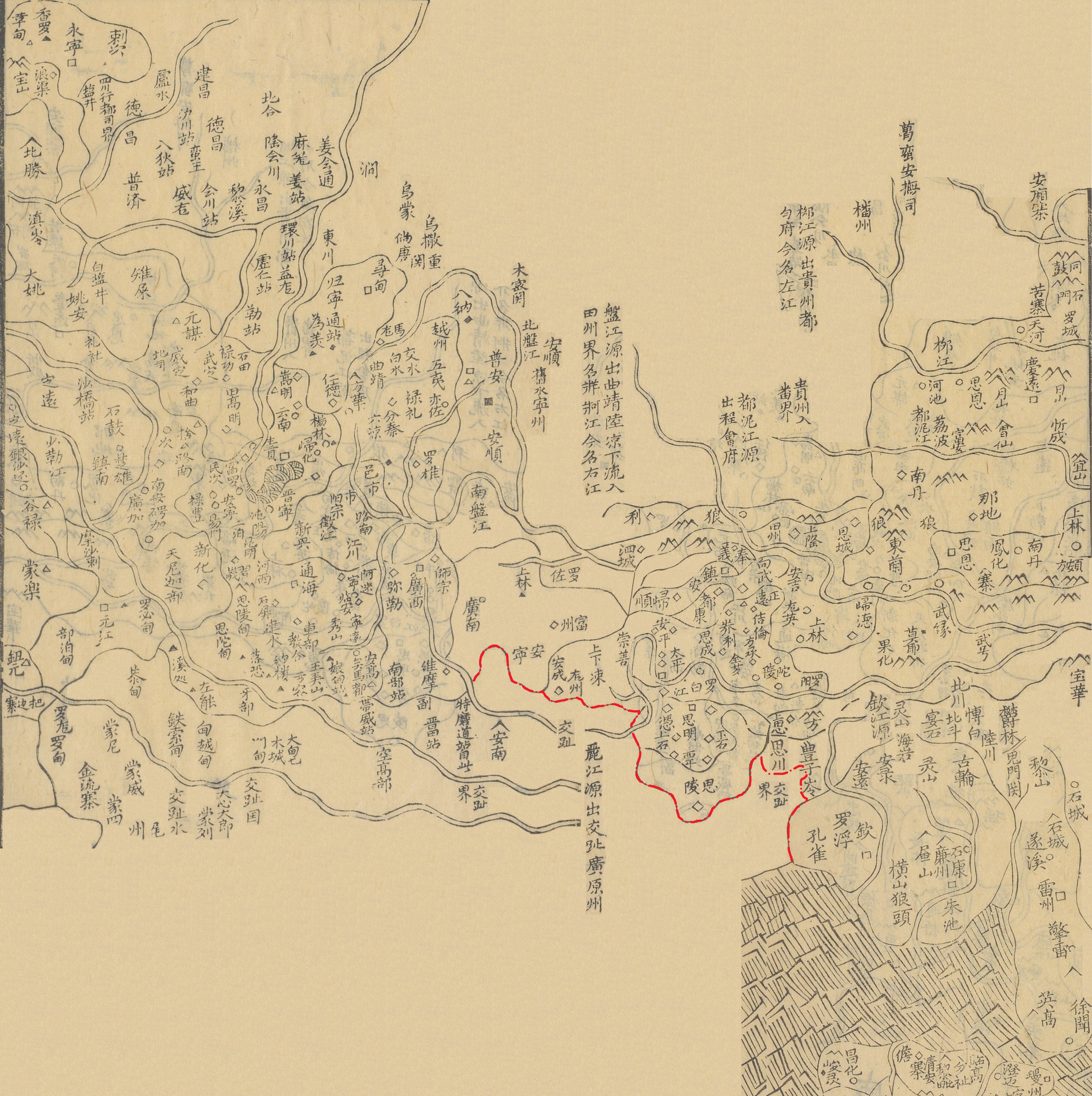
Bản đồ vùng lãnh thổ Đại Thanh tiếp giáp biên giới với Việt Nam năm 1686.

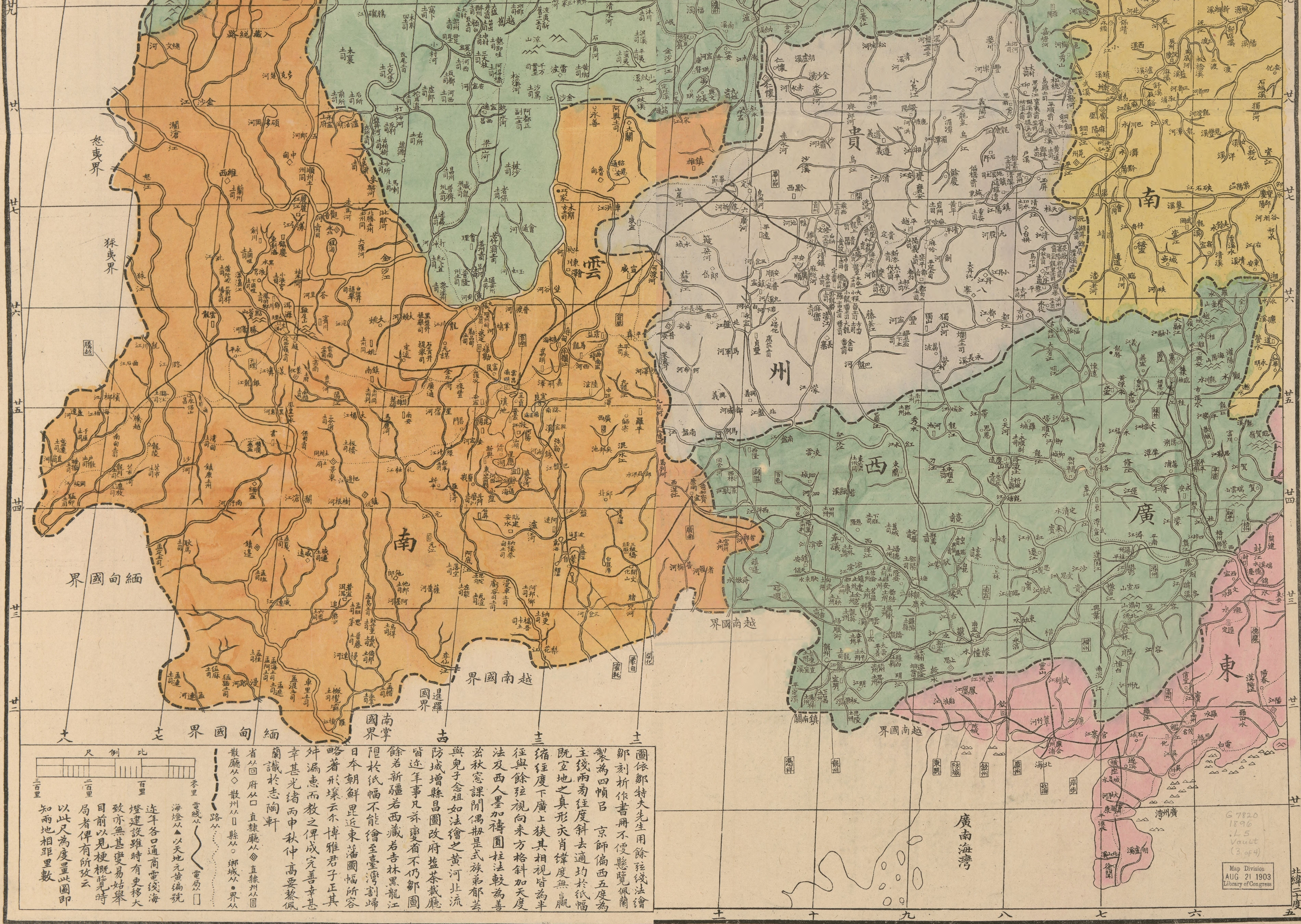
Bản đồ vùng lãnh thổ Đại Thanh tiếp giáp biên giới với Việt Nam năm 1896.

Xem chi tiết: Chúa Bầu, Hoàng Công Chất

Bản đồ Đại Việt quốc tổng lãm đồ (大越國總覽圖) thời nhà Lê-Trịnh.

Các chúa Bầu họ Vũ trấn giữ Tuyên Quang từ thời nhà Mạc. Khi nhà Mạc cai trị Thăng Long thì theo Lê chống Mạc; khi nhà Lê trung hưng lại cùng Mạc chống Lê.
Sau khi Vũ Công Đức bị giết, nhà Lê phong cho con Đức là Vũ Công Tuấn làm Khoa quận công. Năm 1672, nhân lúc triều đình sơ hở, chúa Trịnh mang đại quân đi đánh chúa Nguyễn phía nam, Vũ Công Tuấn trốn về Tuyên Quang cướp bóc nhân dân. Tuấn câu kết với dòng dõi họ Mạc là Mạc Kính Vũ, tự xưng Tiểu Giao Cương Vương và chạy sang Vân Nam nhờ nhà Thanh giúp sức. Thổ ty phủ Khai Hóa (Vân Nam) nhà Thanh nhân dịp này chiếm đất hai châu Vị Xuyên, Bảo Lạc thuộc Tuyên Quang và châu Thủy vĩ thuộc Hưng Hoá, cướp dân của Đại Việt, cho đặt Tuần ty ở các động ven biên giới để thu thuế.
Theo tờ tấu của sứ thần Đại Việt năm 1691, trong các năm 1688 và 1690, Thổ ty nhà Thanh đã chiếm của Đại Việt các châu động sau:
1. Thổ ty Khai Hoá (Vân Nam) chiếm các xã thôn: Bách Đích (百的), Mỹ Phong[4], Túc Lẫm, Hữu Sào, Ngọc Tỷ ở châu Bảo Lạc (Tuyên Quang); các động Đông Mông (東蒙), Vô Cữu (無咎), Ngưu Dương (牛羊), Hồ Điệp (蝴蝶), Phổ Viên (普園) ở châu Vị Xuyên (Tuyên Quang) và 28 thôn ở các động ở châu Thủy Vĩ (thuộc Hưng Hoá)
2. Thổ ty Mông Tự (Vân Nam) xâm chiếm 25 thôn của động Trình Hàm ở châu Thủy Vĩ (thuộc Hưng Hoá)
3. Thổ tù họ Nùng ở xâm lấn 4 động ở châu Quỳnh Nhai, 3 động châu Chiêu Tấn và các châu Quang Lang, Hoàng Nham, Hợp Phi (Hưng Hoá)

Trong những vùng bị lấn chiếm, nhiều nơi có khoáng sản quý (chì, đồng). Tuy nhiên, bản tấu trình này của nhà Lê không được vua Khang Hy nhà Thanh trả lời.
Năm 1699, Vũ Công Tuấn bị triều đình nhà Lê bắt giết. Cùng năm, Sầm Trì Phượng ở châu Tiểu Trấn Yên bên Trung Quốc lại sang quấy rối vùng biên thuộc châu Bảo Lạc (Tuyên Quang). Năm 1701, Thổ ty phủ Tư Lăng nhà Thanh là Vi Vinh Diệu kéo sang lấn ruộng lúa của dân châu Lộc Bình.

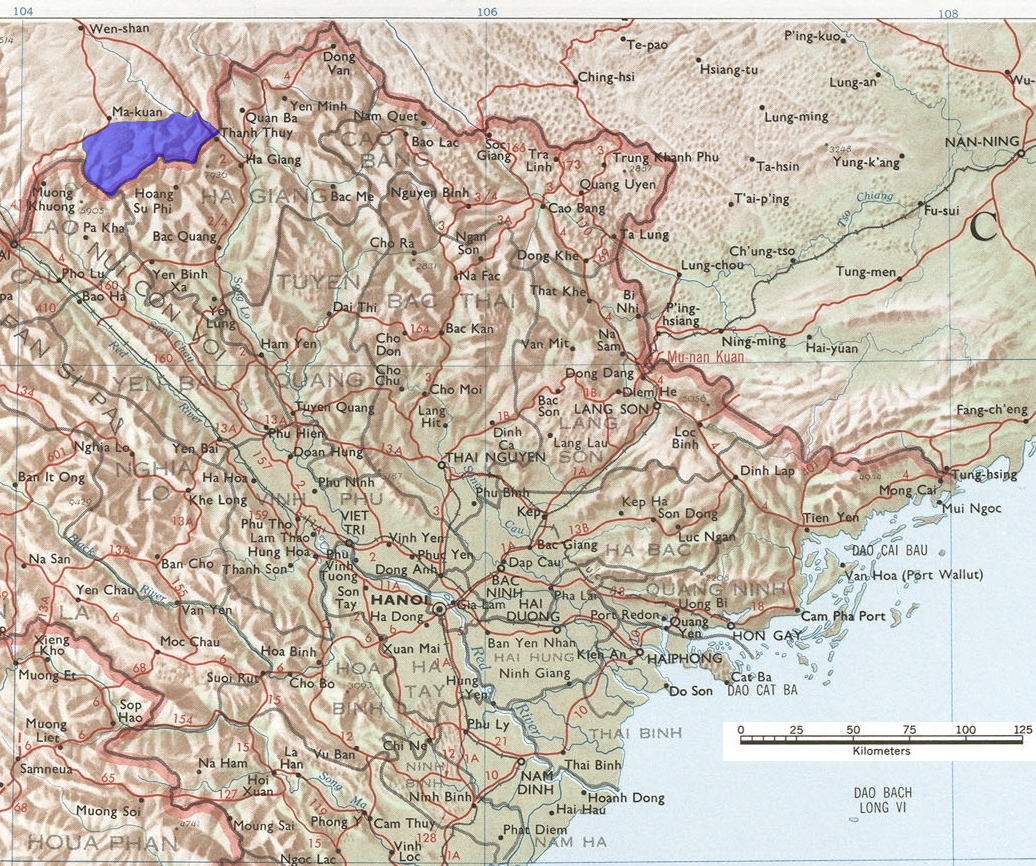
Tổng Tụ-Long tức tổng Phương Độ thời Nguyễn.

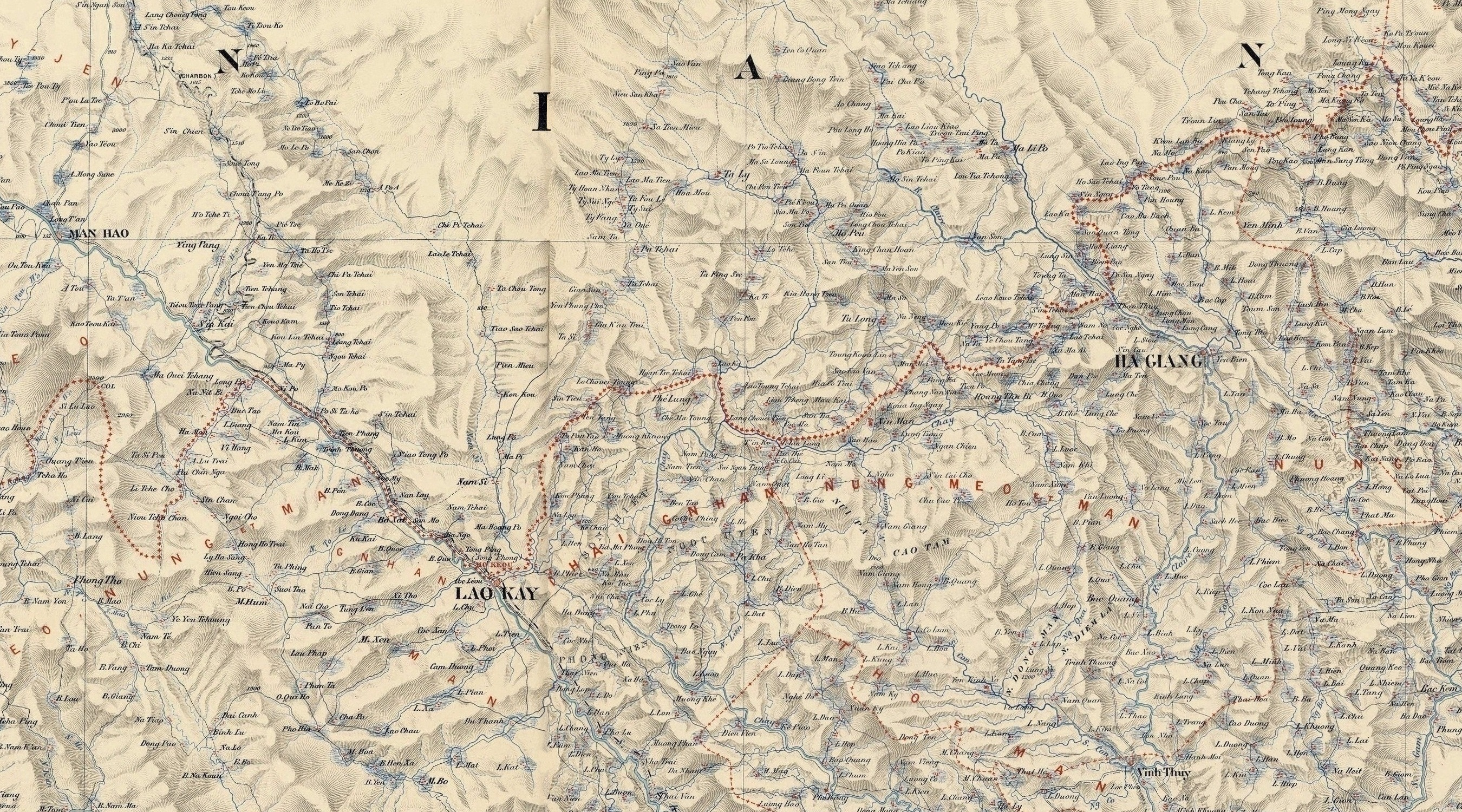
Khu vực mỏ đồng Tụ Long (Tu Long) thuộc tổng Tụ Long năm 1902.

Trước tình hình đó, các chúa Trịnh kiên trì chính sách ngoại giao để đòi lại đất. Năm 1725, thời vua Ung Chính, sứ giả Đại Việt lại được Trịnh Cương cử sang thương thuyết về vấn đề biên giới, hai bên giằng co nhưng không có kết quả. Sang năm 1726, Khi Chúa Trịnh sai sứ qua tấu đòi đất những nơi bị các Thổ ty, các Tù trưởng đã đem dâng nạp cho nhà Minh - Thanh. Với lý lẽ: "Nếu như các quan lại của Thanh triều mang đất của thượng quốc sang cho nhà Lê mà nhà Lê nhận lấy thì có được không?". Vua Ung Chính đuối lý nên chấp nhận trả lại 80 dặm trong số 120 dặm chiếm ở hai châu Vị Xuyên và Thủy Vĩ, còn 40 dặm chỗ có xưởng đồng thì nhà Thanh không trả. Tới năm 1728, Ung Chính mới đồng ý trả nốt 40 dặm có mỏ đồng Tụ Long (Tụ Long nay là trấn Đô Long huyện Mã Quan tỉnh Vân Nam Trung Quốc. Thời nhà Nguyễn Việt Nam thì Tụ Long (聚竜) là xã thuộc tổng Phương Độ châu Vị Xuyên phủ Yên Bình (安平) tỉnh Tuyên Quang nhà Nguyễn, do nhà Nguyễn kiểm soát (nhưng nhà Thanh vẫn quy thuộc An Bình sảnh của tỉnh Vân Nam). Tụ Long thuộc lãnh thổ Việt Nam cho đến trước công ước Pháp-Thanh 1895 thì bị cắt về cho Trung Quốc). Trịnh Cương cho Nguyễn Huy Nhuận và Nguyễn Công Thái làm sứ lên nhận đất. Ban đầu thổ ti phủ Khai Hóa nhà Thanh muốn giữ lại các sách ở Bảo Sơn nên chỉ sai chỗ khác, bảo đó là sông Đổ Chú (堵呪) (thượng lưu của sông Chảy nay là sông Hưởng Thủy (响水河)). Tuy nhiên Nguyễn Công Thái biết là gian trá, bèn tự mình xông pha lặn lội vào chỗ hiểm trở, đi qua các xưởng bạc, xưởng đồng, nhận ra đúng chỗ sông Đổ Chú. Thổ ty phủ Khai Hóa phải thừa nhận và Nguyễn Công Thái dựng bia làm nơi giáp ranh, lấy sông Đổ Chú làm ranh giới hai nước.
Khi các cuộc khởi nghĩa nông dân Đàng Ngoài nổ ra (1739), chúa Trịnh phải lo đối phó và không kiểm soát nổi toàn bộ biên giới, đất đai phía tây bắc phủ An Tây (Hưng Hoá) giáp Vân Nam cũng bị nhà Thanh dưới thời Càn Long lấn chiếm. Nguyên phủ An Tây có 10 châu: Chiêu Tấn, Quỳnh Nhai, Lai Châu, Ninh Biên, Quảng Lăng, Hoàng Nham, Hợp Phi, Lễ Truyền, Khiêm Châu và Tuy Phụ. Khi Hoàng Công Chất nổi dậy đã chiếm giữ vùng Hưng Hoá phía tây bắc. Năm 1769, Công Chất chết, con là Hoàng Công Toản bị dẹp, chạy sang Vân Nam. Nhà Thanh nhân lúc đó lấn chiếm 6 châu: Quảng Lăng, Hoàng Nham, Hợp Phi, Lễ Truyền, Khiêm Châu và Tuy Phụ.
Nhà Lê đã gửi văn thư sang Vân Nam đề nghị giải quyết, nhưng gặp lúc chúa Trịnh Sâm chết (1782) nên việc này không thực hiện được. Sáu châu Hưng Hoá của Đại Việt cho đến khi kết thúc nhà Lê vẫn chưa đòi lại được.

## Vùng tiếp giáp biên giới thuộc lãnh thổ Trung Hoa

### Thời nhà Minh giai đoạn 1428-1644
- Tỉnh Vân Nam

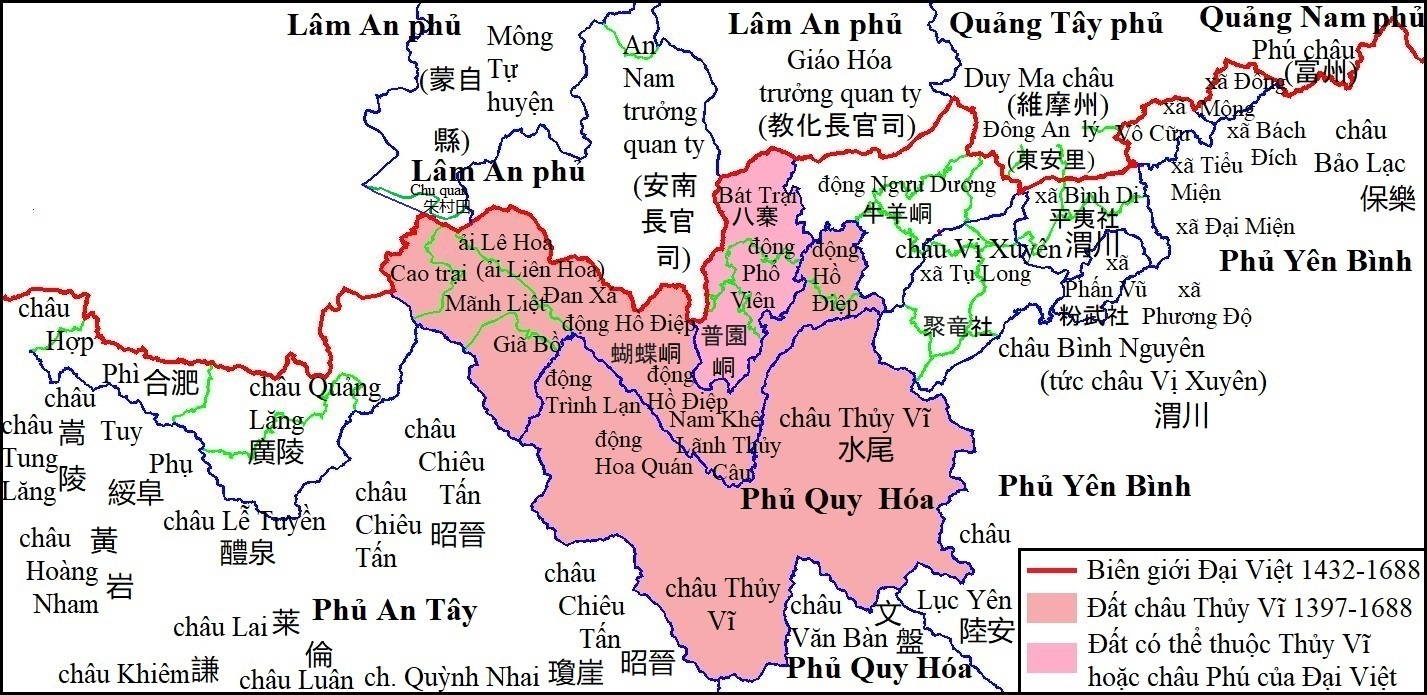
Bản đồ châu Thủy Vĩ thời kỳ 1397 - 1688, thể hiện vùng biên giới Vân Nam - Đại Việt nằm trong biên giới Đại Việt - Đại Minh 1428-1644, và biên giới Đại Việt - Đại Thanh 1644-1688.

- - Phủ Quảng Namː châu Phú (富州, nay là huyện Phú Ninh châu Văn Sơn tỉnh Vân Nam, tiếp giáp với châu Bảo Lạc phủ Yên Bình thừa tuyên (xứ) Tuyên Quang Đại Việt).
  - Phủ Quảng Tâyː Châu Duy Ma (維摩), (Làng Đông An (Đông An lý 東安里) châu Duy Ma, nay là đất thuộc các trấn Mã Lật và Đại Bình của huyện Ma Lật Pha châu Văn Sơn; các hương trấn Tân Mã Nhai, Lão Nhai của huyện Tây Trù châu Văn Sơn, tiếp giáp với xã Bình Di châu Vị Xuyên (Bình Nguyên) phủ Yên Bình thừa tuyên (xứ) Tuyên Quang Đại Việt). Địa bàn châu Duy Ma nay là vùng đất bờ trái sông Bàn Long kéo dài từ huyện Khâu Bắc (丘北, Đại Duy Ma) qua huyện Tây Trù ([西疇, Tiểu Duy Ma), xuống tới huyện Ma Lật Pha châu Văn Sơn tỉnh Vân Nam.
  - Phủ Lâm Anː Giáo Hóa trưởng quan ty (Giáo hóa tam bộ trưởng quan ty (教化三部)) (tiếp giáp với động Ngưu Dương châu Vị Xuyên (Bình Nguyên) thừa tuyên (xứ) Tuyên Quang Đại Việt). An Nam trưởng quan ty (安南長官司, nay là phần lớn huyện Bình Biên (屏边) châu Hồng Hà tỉnh Vân Nam, cùng với hương Lão Trại huyện Mông Tự châu Hồng Hà), (tiếp giáp với Bát Trại, động Phổ Viên (có thể là thuộc châu Thủy Vĩ hay có thể thuộc châu Phú của Đại Việt), động Hồ Điệp, Đan Xá thuộc ải Lê Hoa châu Thủy Vĩ phủ Quy Hóa xứ Hưng Hóa của Đại Việt, và cũng tiếp giáp với cả động Ngưu Dương châu Vị Xuyên). Huyện Mông Tự (濛自, tiếp giáp với ải Lê Hoa (ải Liên Hoa) động Liên Hoa (Cao Trại) thuộc châu Thủy Vĩ phủ Quy Hóa xứ Hưng Hóa Đại Việt). Nạp Lâu Trà điện (納楼茶甸), nay thuộc huyện Kiến Thủy châu Hồng Hà. Tả Năng (左能) trại, nay thuộc huyện Hồng Hà châu Hồng Hà. Khê Xử điện (溪处甸). Tư Đà điện (思陀甸). Khuya Dung điện (虧容甸). Lạc Khủng điện (落恐甸). Vương Lộng Sơn trưởng quan ty (王弄山).

## Vùng tiếp giáp biên giới thuộc lãnh thổ Đại Việt
Xứ Tuyên Quang
- Phủ Yên Bìnhː Châu Bảo Lạc (các xã Đông Mông, Vô Cữu, Bách Đích, ...). Châu Vị Xuyên (các xã Tiểu Miện, Bình Di, Phấn Vũ, Tụ Long, ... động Ngưu Dương (nay thuộc các hướng trấn Pha Cước (坡脚镇), Đại Lật Thụ () và Mã Bạch () huyện Mã Quan châu Văn Sơn, Vân Nam).

Xứ Hưng Hóaː
- Phủ Quy Hóaː Châu Phú (của Đại Việt)ː Bát Trại[12] (nay là trấn Bát Trại huyện Mã Quan châu Văn Sơn tỉnh Vân Nam). Châu Thủy Vĩː động Phổ Viên (Cổ Lâm Thanh), động Hồ Điệp (nay là các hương trấn Lão Phạm Trại, Dao Sơn, Nam Khê, Hà Khẩu (Lãnh Thủy Câu), Kiều Đầu của huyện Hà Khẩu; hương Mộc Xưởng của huyện Mã Quan), ải Lê Hoa (Đan Xá tức động Liên Hoa), Cao Trại (nay thuộc Đại Trại (hương) huyện Kim Bình châu Hồng Hà), Giã Bồ (vùng sông Lũng Pô, nay là hương Mã Yên Để huyện Kim Bình), Mãnh Liệt (nay là trấn Mãnh Kiều huyên Kim Bình. Châu Thủy Vĩ (các động Hoàng Lạn (Trình Tường), Hoa Quán (Bát Xát), Gia Phú (Phú Lệnh), Cam Đường, Ngọc Uyển).
- Phủ An Tâyː Mường Thu (Phong Thổ) của châu Chiêu Tấn (tức Mãnh Thoa thuộc nhà Thanh sau thuộc Bắc Kỳ Việt Nam từ 1895). Châu Quảng Lăng, Châu Hợp Phì (Giả Mễ). Châu Tung Lăng (xã Sín Thầu huyện Mường Nhé). Châu Tuy Phụ (Mường Tè). Châu Lễ Tuyền (địa bàn Nậm Nhùn ngày nay). Châu Hoàng Nham (xã Mường Toong huyện Mường Nhé). Châu Khiêm.

## Ghi nhận từ Minh sử
Theo Minh sử, tập 129, trang 2230/31: Tháng 3 năm 1624, quan nhà Minh là Jia Yu tại Quảng Tây báo:
'"Quảng Tây có ba mối lo lớn, là Giao di (tức người Giao Chỉ), các thổ quan, và dân Dao, Tráng. Lương bổng cho võ quan hiện chỉ đủ để canh chừng thổ dân Dao và Tráng. Hiện người ta không để ý đến Giao di hay là thổ quan. Giờ thì Giao di đã tuyển quân lính trái phép, và chẳng cần xin triều đình chấp thuận khi nhậm chức. Quân lính của chúng lấn chiếm tại châu Tư Lăng (Si-ling) và dồn ép, đuổi các thổ quan của ta khỏi nhiệm sở. Chúng gây sức ép lên các đất Shang Shi-xi, Thái Bình (Tai-ping) và Tư Minh (Si-ming) của ta, và đã chiếm đóng 272 thôn...

## Kết quả
Khi nhà Lê chấm dứt, dải biên giới thuộc hai trấn Tuyên Quang và Hưng Hoá  đã mất vào tay nhà Thanh của Trung Quốc ngày nay do chiếm từ tay loạn quân Hoàng Công Toàn đã không kịp khôi phục.
Đối chiếu các thư tịch và tư liệu từ gia phả Lê - Trịnh, cho thấy: Thời kỳ nhà Lê - Trịnh còn mạnh, chính sách đối ngoại mềm dẻo nhưng kiên quyết đã giúp giữ yên đất nước, bảo toàn được lãnh thổ quốc gia trong một khoảng thời gian dài. (hơn 200 năm).